# Реакција Индонезије на самопроглашење независности Косова
Самопроглашење независности Косова од Србије донето је у недељу, 17. фебруара 2008. године, једногласно у Скупштини Косова. Свих 11 представника српске мањине бојкотовало је поступак. Међународна реакција је била помешана, а светска заједница је и даље подељена по питању међународног признања Косова.

## Историја
Дана 19. фебруара 2008. портпарол Министарства спољних послова Кристијарто Соерјо Легово рекао је да ће влада Индонезије пажљиво пратити дешавања на Косову и да још није у позицији да призна једнострано проглашену независност. О том питању ће се расправљати у парламенту међу индонежанским странкама.
На самиту ОИС-а 10. марта 2008. Индонезија се успротивила усвајању документа, који је предложила Турска, којим би се пружила подршка проглашењу независности Косова.
Министар иностраних послова Индонезије Хасан Вирајуда изјавио је 27. марта 2008. године да Индонезија не види Косово као верски, већ као етнички и политички проблем, као и питање принципа поштовања суверенитета и територијалног интегритета чланице УН. Он је рекао да "Индонезија подржава решавање косовског проблема мирним средствима, кроз дијалог и преговоре", и додао да "Индонезија подржава идеју Србије да Генерална скупштина УН тражи мишљење Међународног суда правде о законитости проглашења независност Косова“. Дана 19. јуна 2008. године, током састанка ОИС-а, Индонезија је била међу земљама које су се противиле признавању Косова као независне земље.
Амбасадор Индонезије у Београду Мухамед Далимунте је 26. августа 2008. рекао да „Индонезија чврсто стоји иза идеје да сваки потез на међународној сцени мора бити заснован на међународном праву, а да то није случај са једностраним проглашењем Косова. независност. Наш став почиње чињеницом да поштујемо интегритет Србије“, као и да је Индонезија међу исламским земљама инсистирала да је Косово политичко, а не верско питање.
У јануару 2009. амбасадор Индонезије у Београду рекао је да је формирање Косовских безбедносних снага непотребно и да Индонезија није променила став да подржава Резолуцију 1244 која гарантује територијални интегритет Србије.
Док је 31. марта 2009. године држао предавање у Лондонској школи економије, председник Индонезије Сусило Бамбанг Јудојоно рекао је „за сада је сасвим могуће да Индонезија прихвати независни статус Косова након што пажљиво испитамо да постоји другачија ситуација у Мјанмару, након процеса балканизације добијате независну државу Косово“ и да „ми још увек пратимо ситуацију на Косову и сасвим је могуће да једног дана Индонезија призна независност Косова“.
Амбасадор Индонезије у Србији Мухамед Абдух Далимунте је у августу 2009. рекао да Индонезија поштује међународно право, интегритет Србије и све кораке које је Србија предузела са МСП у вези са легалношћу једнострано проглашене независности Косова. Он је рекао и да се сваки проблем мора решавати мирним путем, да се мора поштовати Резолуција СБ УН 1244 о Косову и да је потребно сачекати одлуку МСП о Косову.
На састанку у септембру 2009. године између косовског министра спољних послова Скендера Хисенија и Нур Хасана Вирајуде, индонежанског министра иностраних послова, г. Вирајуда је рекао да Индонезија пажљиво разматра захтев Косова и да ће одлука бити донета када буде потребно.
У фебруару 2010. године, Јудхојуно је рекао да је поштовање међународног права темељ спољне политике Индонезије и да његова земља неће признати независност Косова.
У јулу 2010. портпарол индонежанског Министарства спољних послова Теуку Фаизасија рекао је да ће влада даље размотрити одлуку. „За записник, пресуда МСП није била једногласна и постојало је супротно мишљење. Пресуда је била више процедурална ствар и не може се дефинисати као правно признање слободе Косова“. Портпарол Министарства одбране И Вајан Мидхио рекао је да неће бити растућих сепаратистичких покрета погођених овом пресудом. „Суверенитет и интегритет земље је део њеног националног интереса и земља је дужна да унапреди благостање свог народа. Када се та обавеза пропусти, сепаратистички покрети ће се подићи“. Он је тврдио да је Закон о регионалној аутономији из 2004. обезбедио добробит у свим регионима.
У августу 2011. године, Тауфик Киемас, председавајући Народне консултативне скупштине Индонезије, обећао је да ће писати председнику Индонезије да препоручи признање Косова.
Председник Србије Томислав Николић је током посете Џакарти у априлу 2016. изразио захвалност за став Индонезије по питању Косова. Осим што подржава територијални суверенитет Србије, Индонезија такође не признаје чланство Косова у неким међународним организацијама, укључујући Светску банку.
Током посете Београду јуна 2020. године, индонежанска министарка права и људских права Јасона Лаоли поновила је подршку Индонезије суверенитету Србије над Косовом.